# Piprensarmossa
Piprensarmossa (Paludella squarrosa) är en bladmossa som växer i kärr. Den är Jämtlands landskapsmossa. Det är en mossa med karaktäristisk utseende som har upprätta skott med nedåtriktade blad, som sitter i fem rader runt stammen. Skotten kan bli uppemot en decimeter långa.
Namnet kommer sig av att den påminner om piprensare.
Piprensarmossa växer i våtmarker, främst i rikkärr men i norra Sverige även i mer näringsfattiga kärr.
Norrut är den ganska vanlig, medan i södra Sverige är den numera sällsynt eftersom många rikkärr har dikats ut.